# 森井健太
森井 健太（もりい けんた、1995年9月22日 - ）は、日本のバスケットボール選手。身長178cm、体重77kg、右利きで、ポジションはポイントガード。B1リーグの横浜ビー・コルセアーズに所属している。

## 来歴
石川県野々市市出身。地元の野々市市立館野小学校から野々市市立布水中学校に入学。小学校時は館野ミニバスケットボールクラブで活動し、中学3年時には飛び級でU-16日本代表候補に選出された。
その後、バスケの強豪校である洛南高校に入学。高校では2年時にインターハイ準優勝、国民体育大会バスケットボール競技少年男子で優勝、ウィンターカップ3位。3年時にU-18日本代表に選出された。
高校卒業後は早稲田大学に入学し、関東大学リーグ戦2部の早稲田大学バスケットボール部ビッグベアーズに入団。2年次に関東大学リーグ戦2部で準優勝し、入替戦を経てチームは1部に昇格した。4年次にはチームの主将を務め、リーグ戦ではアシスト王を受賞。
大学3年時(2017年2月∼)に特別指定選手として新潟アルビレックスBBで活動。大学卒業後の2019年6月12日に新潟アルビレックスBBと選手契約を結び入団。
2020年5月、新潟との契約満了を発表し退団。
2020年6月8日、横浜ビー・コルセアーズと契約。
2020-21シーズンの戦績は、シーズン開幕当初はスタメンとして多くの出場時間を得たが、怪我で離脱していた主力選手の復帰や、同一ポジションの特別指定選手との併用、シュート精度の低下などで、徐々に出場時間を減らすことになった。シーズンの最終盤に入ると再びスタメンとして出場時間を伸ばした。58試合に出場(30先発)、１試合平均 19.3分出場、2.8得点 4.0アシスト 0.6スティールを記録した。
2021-22シーズンの戦績は、シーズン開幕当初はベンチスタートだったが、チームが9連敗を喫した後の2021年12月19日の滋賀レイクスターズ戦からスターターに定着した。2022年4月14日には新型コロナウイルス感染症の陽性判定を受けチームを離脱し、4月23日の群馬戦からチームに復帰した。シーズン成績は、55試合出場31先発で、1試合平均の出場時間は19.1分、2.72得点、5.3アシストだった。

## 人物

### バスケットボールプレイヤーとしての特徴
- 森井は自身の強みとして、スピード感あるプレイとハードなディフェンスで相手のリズムを崩すこと。ボールをしっかりプッシュして早い展開から良い場面を作ることにあると答えている[12][13]。
- 横浜でチームメイトとなった生原秀将によると「見ていて楽しいプレイをする選手。パスも上手く、バスケIQが高い。周りを活かすタイプのガード」との評である[14]。

### その他
- 新潟のご当地グルメでのお気に入りは、タレカツ丼。イタリアン (新潟)は今まで食べたことのない不思議な味という印象とのこと[13]。
- 早稲田大学や新潟での背番号は18を選んでいる。ミニバスのときに最初にもらった番号で思い入れのあり、高校の時も練習着で使っていた（高校時代の試合での背番号は4)[15]。
- 好きなNBA選手はリッキー・ルビオ[15]。
- 影響を受けた指導者は、黒島啓之先生(布水中学校)、吉田裕司先生(洛南高校)][16]
- 試合前にすることは100%オレンジジュース／試合後には焼肉を食べる[16]
- 一緒にプレーしたい選手は馬場雄大、実際に対戦してすごいと感じた選手は藤井祐眞[16]
- 愛用のバッシュメーカーはアシックス[16]
- 座右の銘は「挑戦する心」[16]
- 好きな芸能人は木村拓哉／有村架純、好きな音楽・アーティストは瑛人[16]
- 好きな映画はワイルド・スピード、好きな本はONE PIECE[16]
- 好きな食べ物はハンバーグ、苦手な食べ物はわさび。[16]
- 初恋は幼稚園年長の同級生の子、恋人に作ってもらいたい料理はハンバーグ。[16]
- 自分の性格を一言で言うと、適当。[16]
- 得意料理は卵かけご飯[16]
- 書いたいペットはメダカ[16]
- 勝負飯は焼肉[16]
- 横浜ビー・コルセアーズの選手紹介

2020-21 ｢仲間を躍らせ　我が身を躍らせ　海賊熱狂モリケンサンバ ｣
2021-22 ｢俺のプレーに波も踊るぜ　今夜お前とモリケンサンバ｣

## ギャラリー

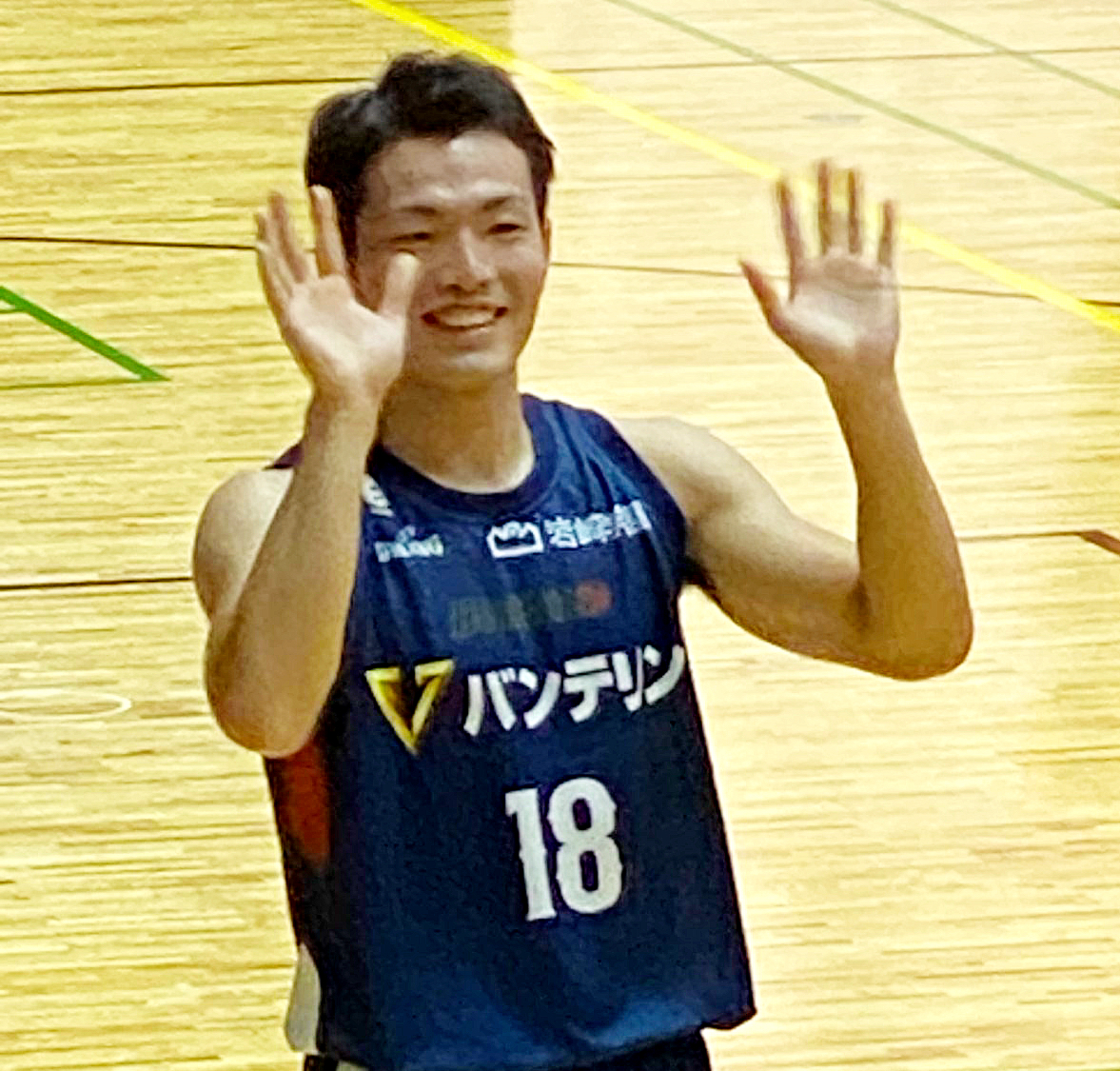
2020-09-25
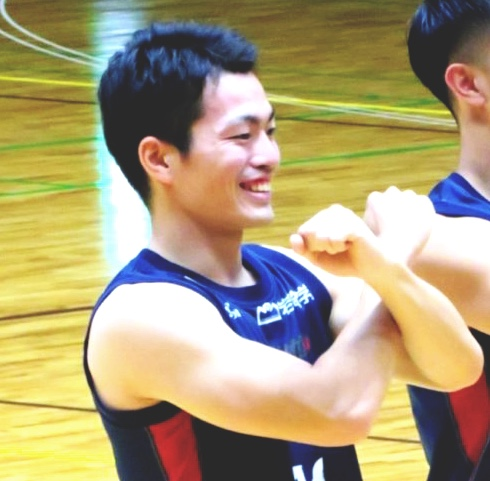
2020-09-25
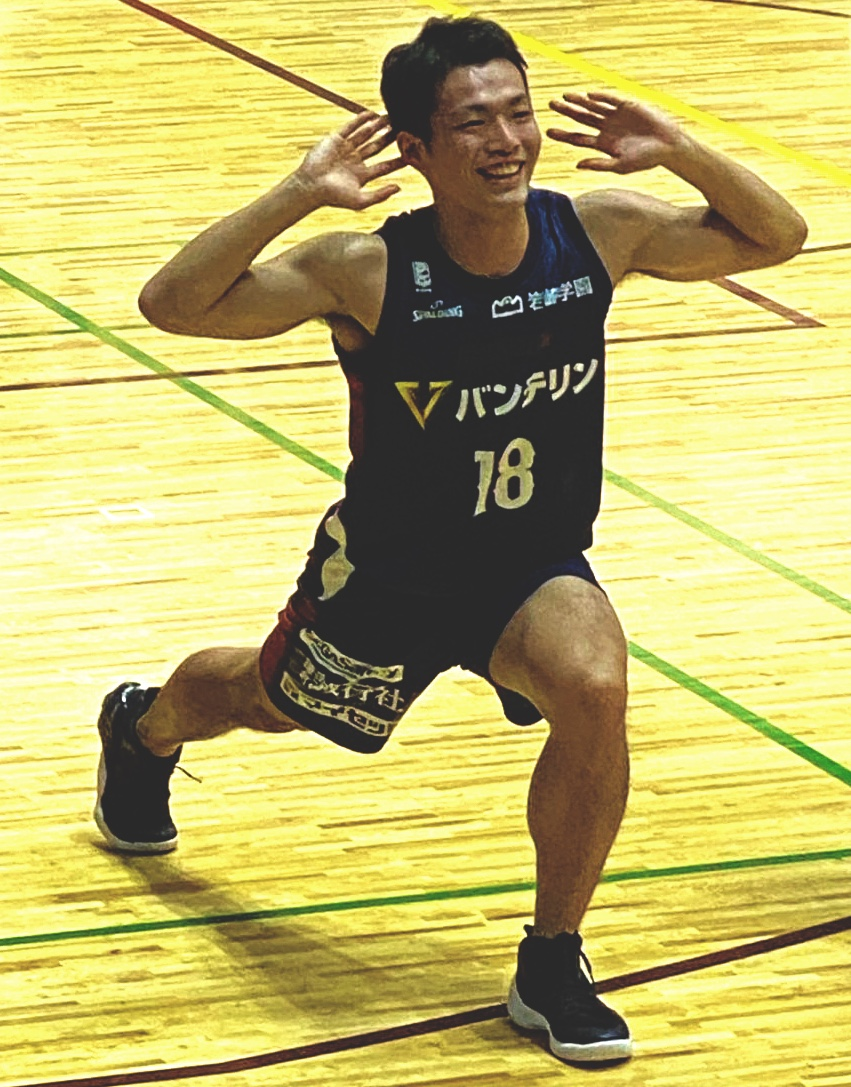
2020-09-25
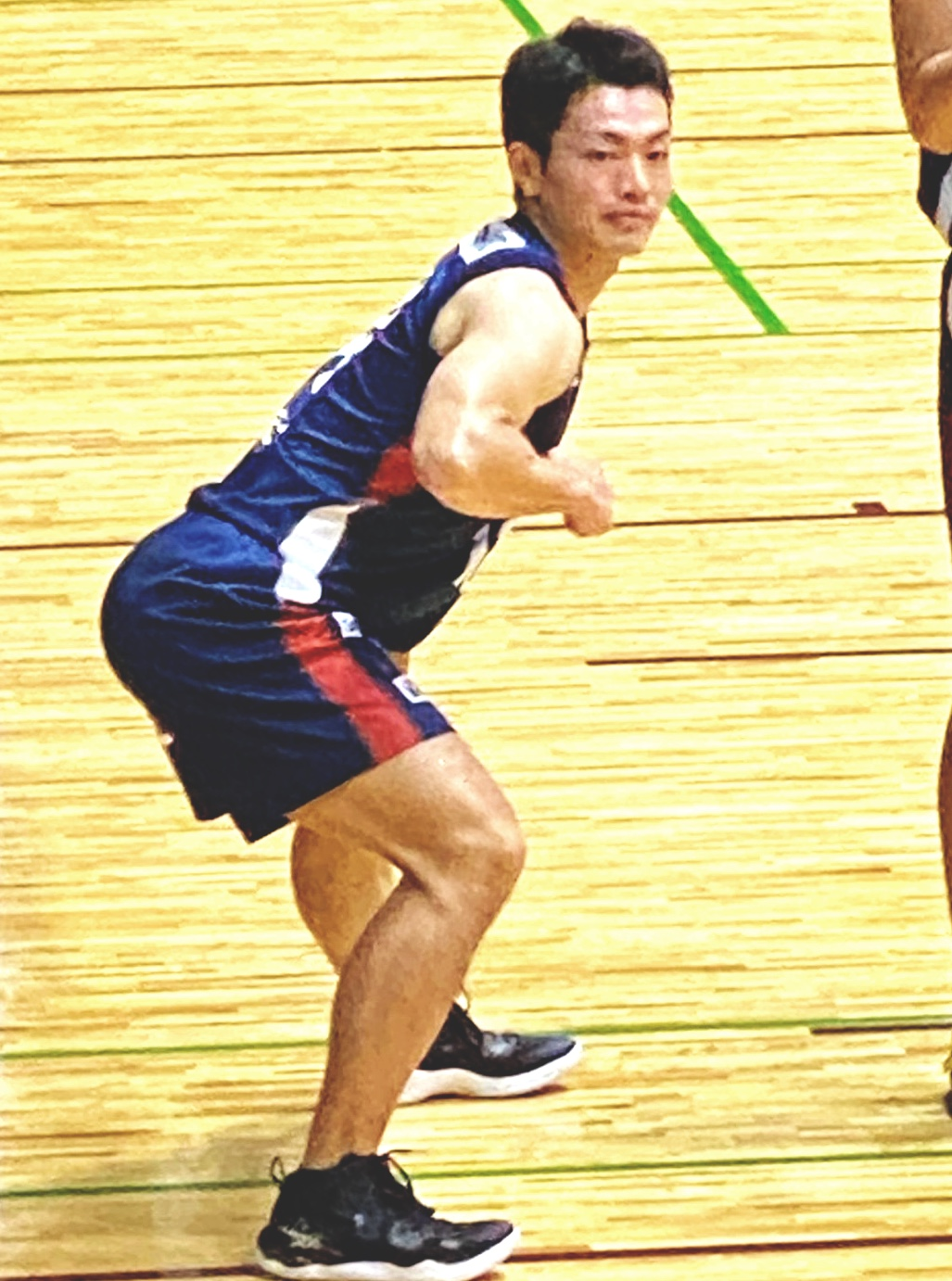
2020-09-25
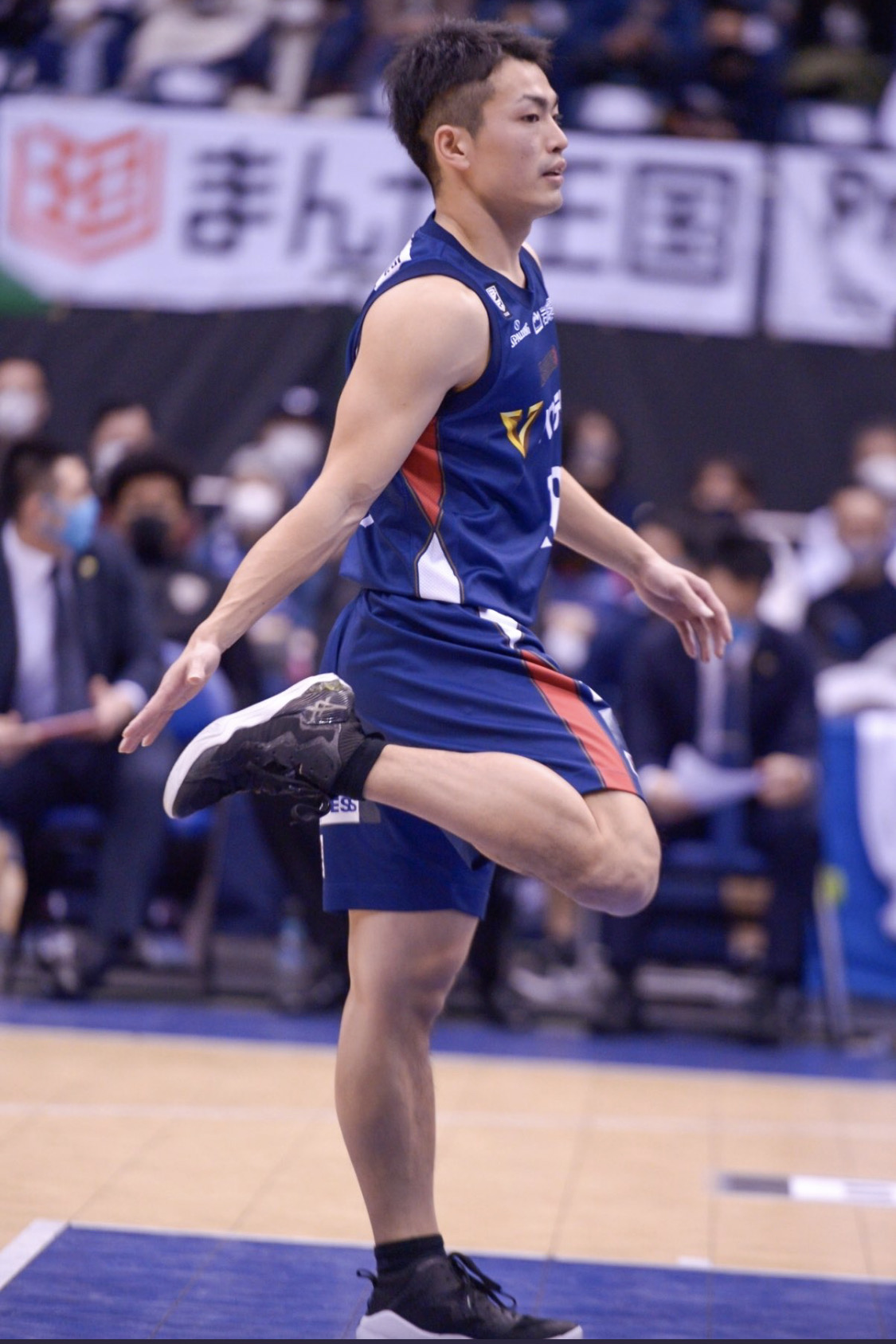
2021